# Tinawun
Tinawun is een bestuurslaag in het regentschap Bojonegoro van de provincie Oost-Java, Indonesië. Tinawun telt 1377 inwoners (volkstelling 2010).